# イオンタウン安謝
イオンタウン安謝 (-あじゃ) は、沖縄県那覇市字安謝に位置するショッピングセンター。
マックスバリュ安謝店を核に19の専門店が並ぶ。当ショッピングセンターの核店舗であるマックスバリュ安謝店は、イオン琉球の前身であるプリマートが沖縄県内で最初に開店したマックスバリュ店舗である。

## 沿革
- 1998年11月23日 - 開店。[要出典]

## 交通アクセス

### 路線バス
- 安謝橋バス停[独自研究?]
  - 20・28・29・120・228番（沖縄バス・琉球バス交通）[独自研究?]
  - 11・101番（那覇バス）[独自研究?]
  - 23・24・26・63・99・110・125・223・263番（琉球バス交通）[独自研究?]
  - 27・32・43・47・52・77・80・87・92・227・309・334・339・385番（沖縄バス）[独自研究?]
  - 31番（東陽バス）[独自研究?]